# شهرستان گلبهار
شهرستان گلبهار در استان خراسان رضوی ایران واقع است. این شهرستان زیبا مرکب از دو بخش مرکزی و گلمکان به مرکزیت شهر مدرن گلبهار در ۱۲ آبان ۱۳۹۹ با جدایی از شهرستان چناران ایجاد شد.

## موقعیت
شهرستان گلبهار از شمال و شمال شرقی به شهرستان مشهد، از جنوب شرقی به شهرستان طرقبه شاندیز، از غرب به شهرستان چناران، از جنوب به شهرستان زبرخان و از جنوب غربی به شهرستان نیشابور متصل است. شهرستان گلبهار با وجود این که از نظر مساحت در بین ۳۳ شهرستان خراسان رضوی با ۱۰۰۷ کیلومترمربع به عنوان کوچک‌ترین شهرستان خراسان رضوی شناخته می‌شود ولی جمعیت آن ۱۲۰ هزار نفر است و روز به روز در حال افزایش است. شهرستان زیبای گلبهار دارای آب و هوای دلپذیر، از جاذبه‌های گردشگری فراوانی برخوردار است. آب و هوای خوب، وجود فرودگاه هواپیماهای آموزشی سبک و تفریحی، دریاچه زیبای گلبهار، پیست اسکی شیرباد، آرامگاه گهواره گر، دریاچه چشمه سبز، رودخانه‌های گلمکان و فریزی، اردوگاه‌های متعدد دانش آموزی، نزدیکی به آرامگاه حکیم ابوالقاسم فردوسی مشهد، پروژه‌های شرکت عمران شهر جدید گلبهار، وجود چندین شهرک صنعتی مخصوصاً شهرک صنعتی فناوری‌های نوین، وجود چندین دانشگاه از جمله مجتمع بین‌الملل دانشگاه آزاد اسلامی خراسان در گلبهار، یکی از مهم‌ترین مؤسسات آموزش عالی اشتغال محور دانشگاه فردوسی مشهد تحت عنوان مؤسسه آموزش عالی دولتی مهارت افزایی و اشتغال پذیری گلبهار، بزرگ‌ترین سایت مسکن مهر و اقدام ملی مسکن خراسان رضوی، ساخت نخستین متروی حومه ای خراسان رضوی و … موقعیت برجسته ای به این شهرستان داده است.

## مسیرهای ارتباطی
این شهرستان در شمال استان خراسان رضوی واقع شده است و از جاده ۲۲ می‌توان به آن دسترسی داشت. با افتتاح بزرگراه جدید مشهد به گلبهار، چناران و قوچان، دسترسی به گلبهار سریع تر می‌شود.